# Kralendijk

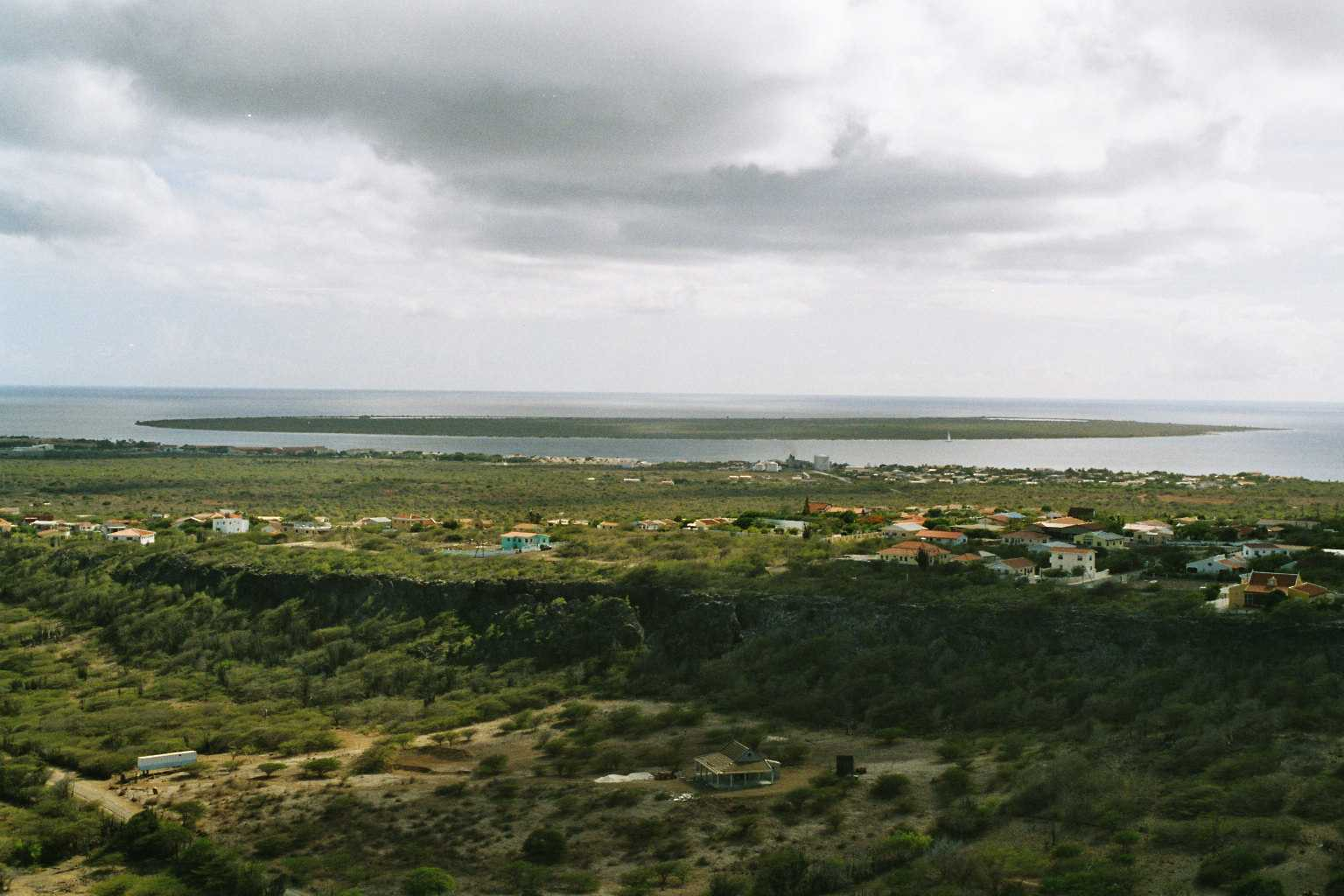
Vista de Kralendijk e de Pequena Bonaire a partir de Seru Largu.

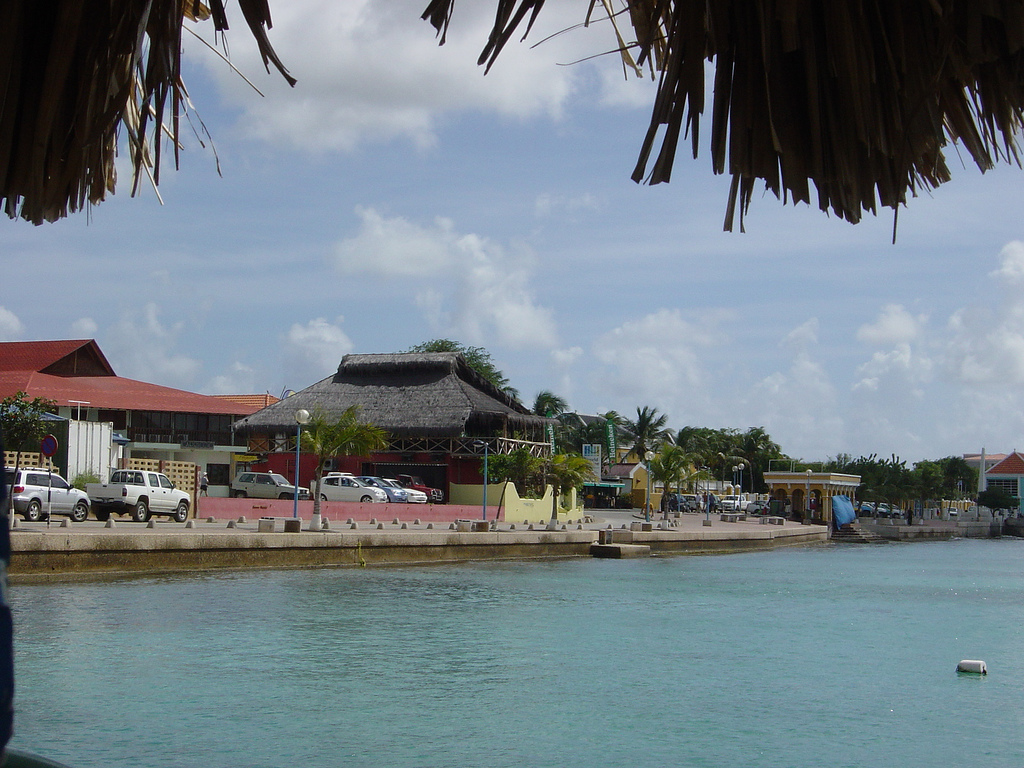
Vista da zona marítima incluindo o Mercado do Peixe e o Monumento à Segunda Guerra Mundial à direita.

Kralendijk é a capital e o principal porto da ilha de Bonaire, nas Caraíbas neerlandesas. A língua falada na localidade é o papiamento, mas o uso do neerlandês e do inglês está generalizado. Em neerlandês, kralendijk significa "recife de coral" ou "dique de coral". O nome, em papiamento, da cidade, é Playa (literalmente: "praia"). Em 2006, a população era de 3 061 habitantes.
Ao largo da costa de Kralendijk, fica a ilha desabitada de Pequena Bonaire, um paraíso para o mergulho. A esta ilha, chega-se por táxi aquático ou através dos operadores locais de mergulho.

## História
Um forte foi construído em 1639 para defender principal porto de Bonaire. O forte foi extensivamente modificado durante o final do século XVII. O assentamento Inglês de "Playa" foi criada adjacente ao forte em 1810. A cidade foi rebatizada de "Kralendijk" pelos governantes coloniais holandesas em 1840.
Em 10 de maio de 1940, 461 cidadãos holandeses e alemães foram transportados para Bonaire e internado em um acampamento no sul do forte. Após a Segunda Guerra Mundial, este campo foi convertido em um hotel, que é agora o Divi Bonaire.